# Spoorlijn Nantes-Orléans - Saintes
De spoorlijn Nantes-Orléans - Saintes is een Franse spoorlijn van Nantes via La Rochelle en Rochefort naar Saintes. De lijn is 251,3 km lang en heeft als lijnnummer 530 000.

## Geschiedenis
De lijn tussen Nantes en La Roche-sur-Yon werd geopend door de Compagnie du chemin de fer de Paris à Orléans op 30 december 1866. Tussen La Roche-sur-Yon en Saintes werd de lijn om gedeeltes geopend door de Compagnie des chemins de fer des Charentes. Van Rochefort naar Saintes op 15 maart 1867, van La Roche-sur-Yon naar La Rochelle-Charentes op 14 maart 1871 en van La Rochelle-Charentes naar Rochefort op 29 december 1873. In 1877 werd de concessie van de Compagnie des chemins de fer des Charentes overgenomen door de Administration des chemins de fer de l'État. In 1883 volgde ook het gedeelte tussen Nantes en La Roche-sur-Yon van de Compagnie du chemin de fer de Paris à Orléans.

## Treindiensten
De SNCF verzorgt het personenvervoer op dit traject met TGV, IC en TER-treinen.
| Serie    | Treinsoort | Route | Bijzonderheden |
| -------- | ---------- | --- | -------------- |
| TGV 8900 | TGV (SNCF) | Paris-Montparnasse – Le Mans – Angers-Saint-Laud – Nantes – [ Saint-Nazaire – Le Croisic ] / [ La Roche-sur-Yon – Les Sables-d'Olonne ] |                |
| IC 3800  | IC (SNCF)  | Nantes – La Roche-sur-Yon – Luçon – La Rochelle – Rochefort – Saintes – Jonzac – Bordeaux-Saint-Jean                                    |                |
| K 8      | TER (SNCF) | Nantes – Clisson – Montaigu – La Roche-sur-Yon – Les Sables-d'Olonne                                                                    |                |
| P 6      | TER (SNCF) | Nantes – Cholet |                |
| D 15     | TER (SNCF) | La Rochelle – Rochefort – Saintes – Bordeaux-Saint-Jean                                                                                 |                |
| L 15     | TER (SNCF) | La Rochelle Porte Dauphine – La Rochelle – Rochefort – Saintes – Bordeaux-Saint-Jean                                                    |                |
| L 16     | TER (SNCF) | Angoulême – Cognac – Saintes – [ Rochefort – La Rochelle – La Rochelle Porte Dauphine ] / [ Royan ]                                     |                |
| F 15     | TER (SNCF) | La Rochelle Porte Dauphine – La Rochelle – Rochefort                                                                                    |                |

## Aansluitingen
In de volgende plaatsen is of was er aansluiting op de volgende spoorlijnen:
Nantes
RFN 514 300, raccordement van les deux gares
RFN 514 316, raccordement direct van Nantes
RFN 515 000, spoorlijn tussen Tours en Saint-Nazaire
RFN 519 000, spoorlijn tussen Nantes en Châteaubriant
Le Pallet
lijn tussen Le Pallet en Vallet
Clisson
RFN 527 000, spoorlijn tussen Clisson en Cholet
La Roche-sur-Yon
RFN 525 000, spoorlijn tussen Les Sables-d'Olonne en Tours
RFN 530 606, stamlijn La Roche-sur-Yon
RFN 530 608, stamlijn La Roche-sur-Yon
RFN 534 000, spoorlijn tussen Nantes-État en La Roche-sur-Yon via Sainte-Pazanne
Luçon
RFN 532 500, havenspoorlijn Luçon
Velluire
RFN 528 000, spoorlijn tussen Breuil-Barret en Velluire
Marans
RFN 533 500, havenspoorlijn Marans
La Rochelle-Ville
RFN 538 000, spoorlijn tussen Saint-Benoît en La Rochelle-Ville
RFN 539 000, spoorlijn tussen La Rochelle-Ville en La Rochelle-Pallice
Saint-Laurent-de-la-Prée - Fouras
RFN 541 000, spoorlijn tussen Saint-Laurent-de-la-Prée en Pointe-de-la-Fumée
Rochefort
RFN 540 000, spoorlijn tussen Aigrefeuille-le-Thou en Rochefort
Cabariot
RFN 542 000, spoorlijn tussen Cabariot en Le Chapus
Taillebourg
RFN 543 000, spoorlijn tussen Saint-Jean-d'Angély en Taillebourg
Saintes
RFN 500 000, spoorlijn tussen Chartres en Bordeaux-Saint-Jean
RFN 544 000, spoorlijn tussen Saintes en Royan

## Elektrische tractie
De lijn werd tussen Nantes en La Roche-sur-Yon in 2008 geëlektrificeerd met een wisselspanning van 25.000 volt 50 Hz.

## Galerij

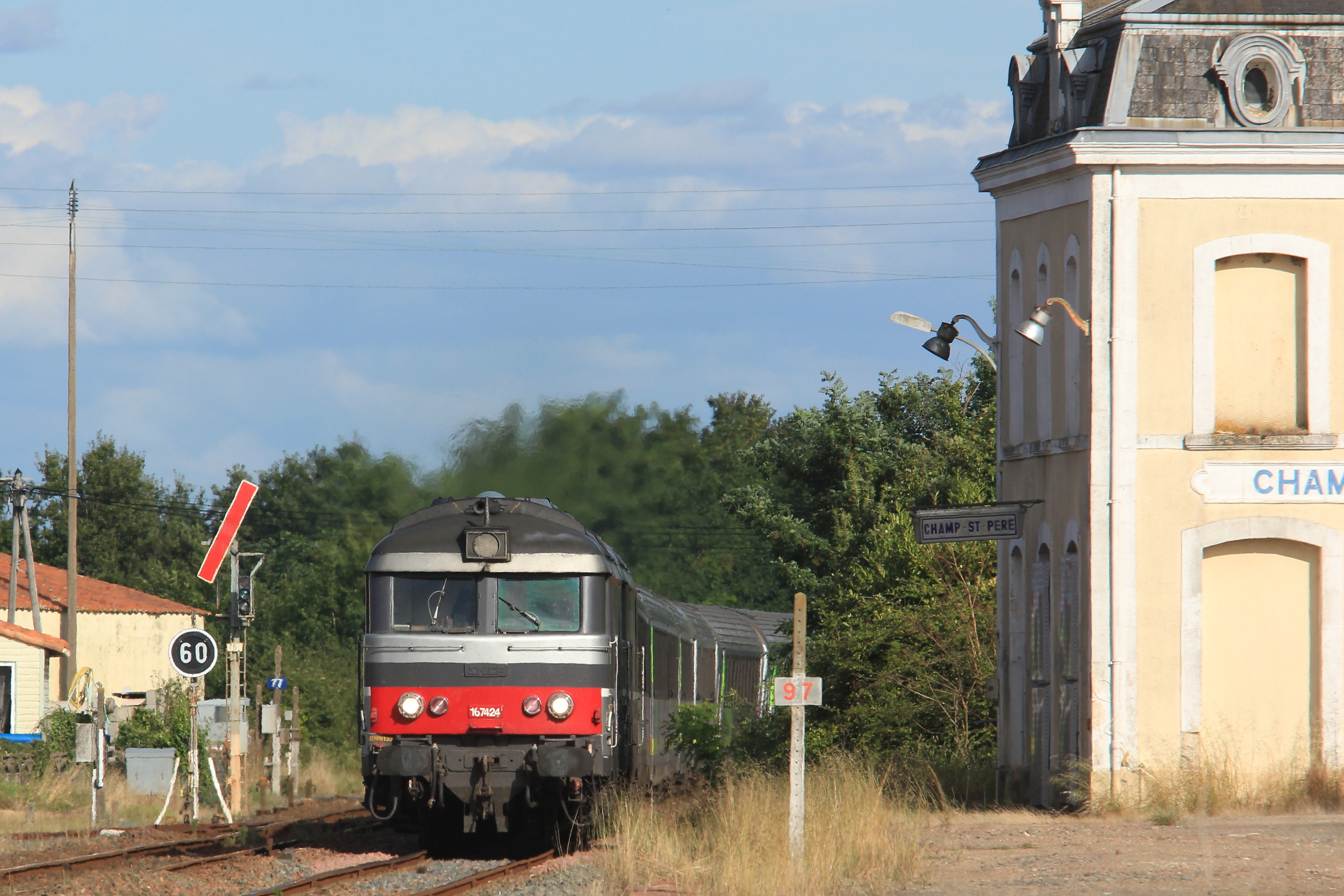
Een intercity op de verbinding Bordeaux - Quimper bij Champ-Saint-Père in 2014
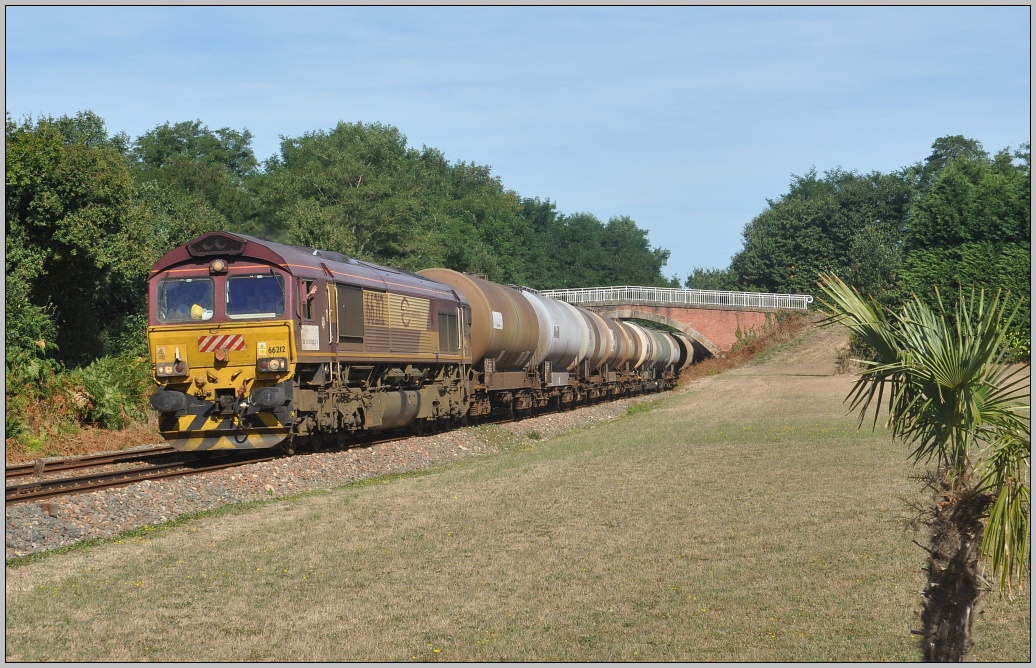
Een goederentrein bij Nesmy in 2016
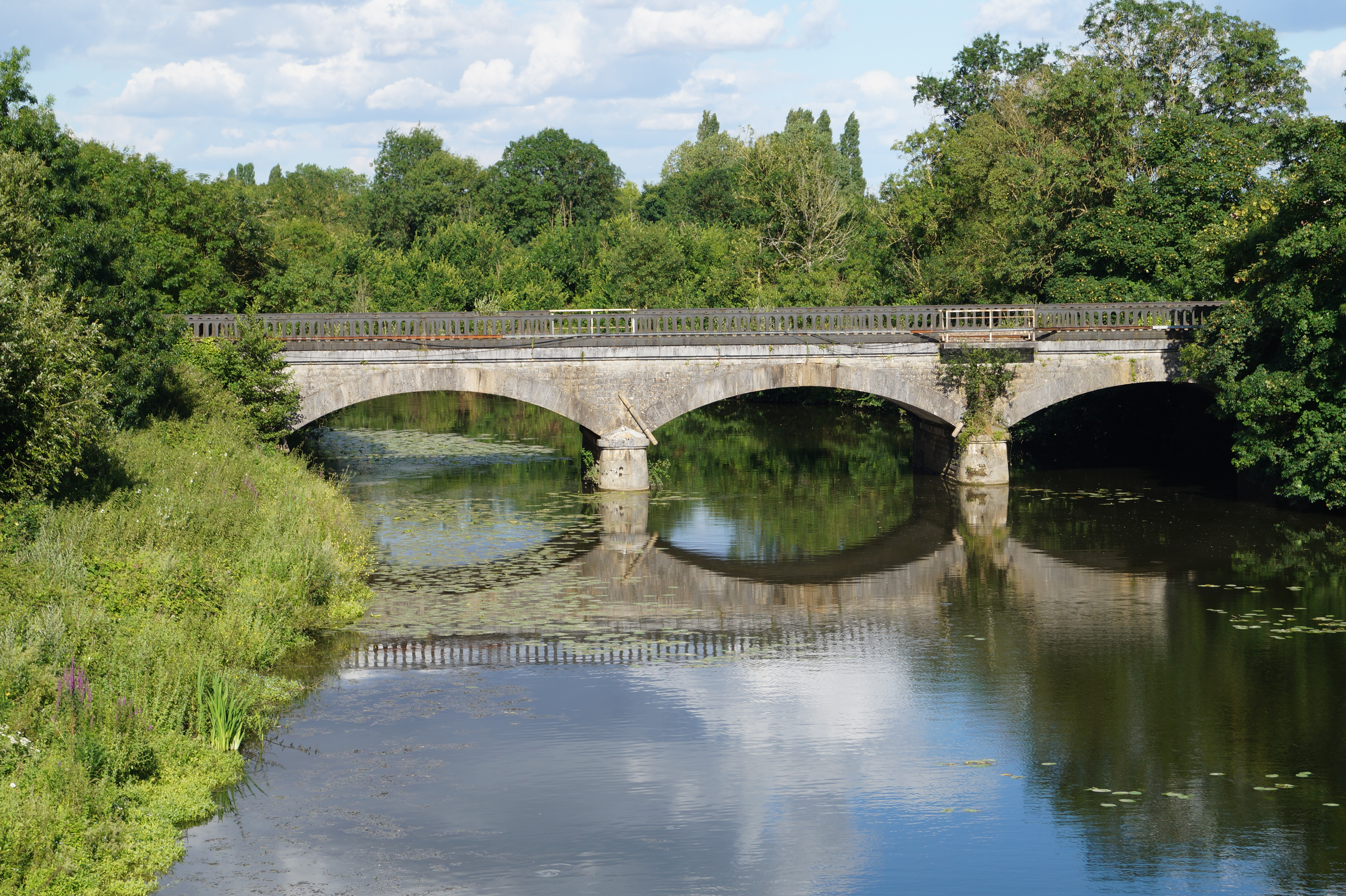
Spoorbrug over de Vendée
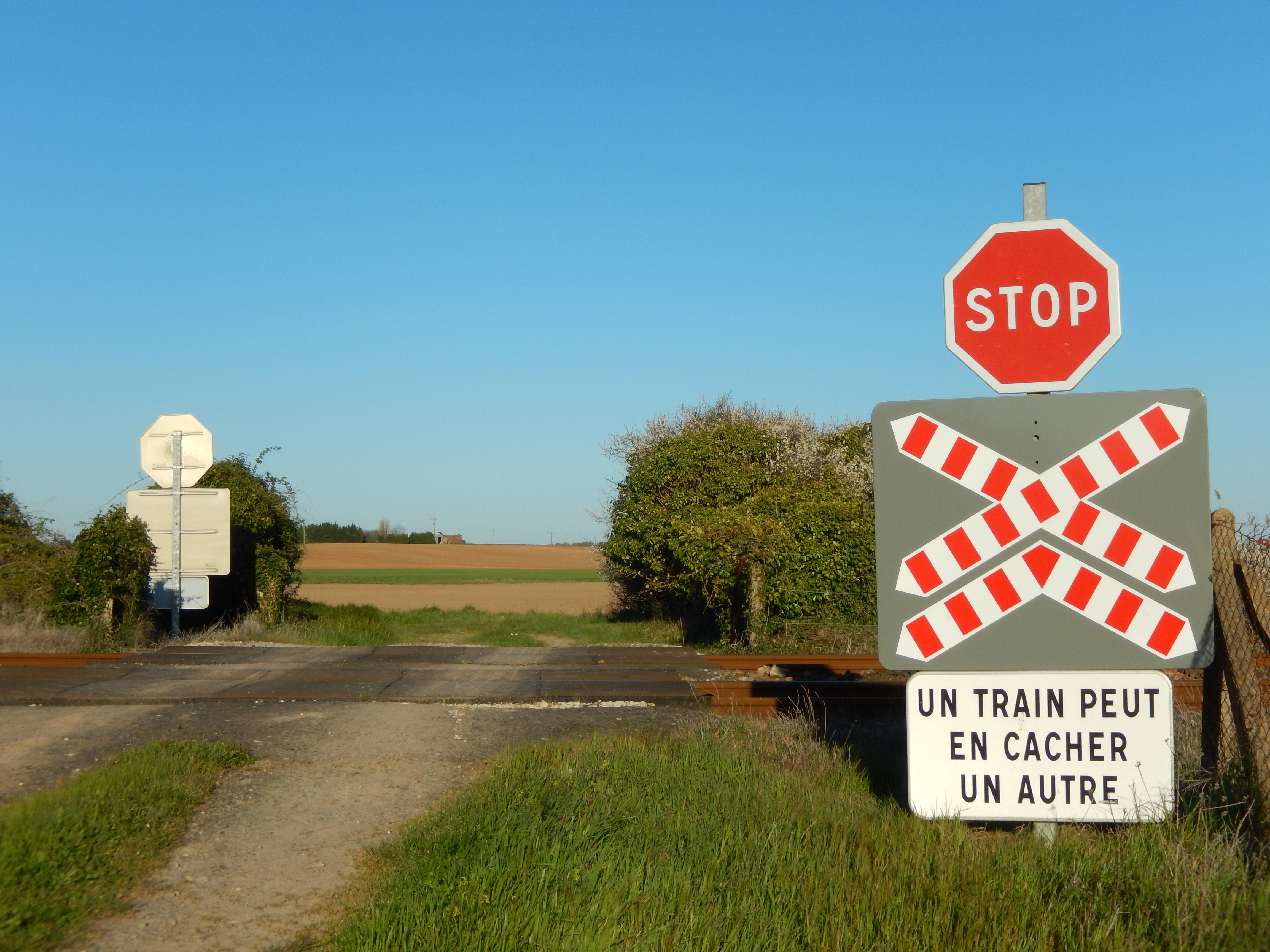
Overweg bij Saint-Laurent-de-la-Prée